# تاكاهيرو فوجيموتو
تاكاهيرو فوجيموتو (باليابانية: 藤本貴大؛ بالكانا: ふじもと たかひろ) هو متزلج سريع ياباني، ولد في 13 مارس 1985 في كوشي في اليابان.

## وصلات خارجية
- تاكاهيرو فوجيموتو على موقع ShortTrackOnLine.info (الإنجليزية)
- تاكاهيرو فوجيموتو على موقع اللجنة الأولمبية الدولية (الإنجليزية)
- تاكاهيرو فوجيموتو على موقع أوليمبيديا (الإنجليزية)